# Ратленд (Вісконсин)
Ратленд (англ. Rutland) — місто (англ. town) в США, в окрузі Дейн штату Вісконсин. Населення — 1977 осіб (2020).

## Демографія
Згідно з переписом 2010 року, у місті мешкало 1966 осіб у 760 домогосподарствах у складі 607 родин. Було 778 помешкань
Расовий склад населення:
| - 97,6 % — білих - 1,0 % — азіатів - 0,5 % — чорних або афроамериканців - 0,1 % — корінних американців |

До двох чи більше рас належало 0,5 %. Частка іспаномовних становила 2,4 % від усіх жителів.
За віковим діапазоном населення розподілялося таким чином: 21,0 % — особи молодші 18 років, 67,0 % — особи у віці 18—64 років, 12,0 % — особи у віці 65 років та старші. Медіана віку мешканця становила 46,4 року. На 100 осіб жіночої статі у місті припадало 106,5 чоловіків;  на 100 жінок у віці від 18 років та старших — 105,4 чоловіків також старших 18 років.
Середній дохід на одне домашнє господарство  становив 111 641 долар США (медіана — 91 830), а середній дохід на одну сім'ю — 131 322 долари (медіана — 106 583). Медіана доходів становила 59 688 доларів для чоловіків та 50 446 доларів для жінок. За межею бідності перебувало 4,1 % осіб, у тому числі 6,6 % дітей у віці до 18 років та 4,5 % осіб у віці 65 років та старших.
Цивільне працевлаштоване населення становило 1139 осіб. Основні галузі зайнятості: освіта, охорона здоров'я та соціальна допомога — 22,6 %, будівництво — 13,5 %, науковці, спеціалісти, менеджери — 11,5 %.